# Eugenienthal
Eugenienthal ist ein Ortsteil von Morsbach im Oberbergischen Kreis im südlichen Nordrhein-Westfalen innerhalb des Regierungsbezirks Köln.

## Lage und Beschreibung
In ländlicher, waldreicher Umgebung liegt Eugenienthal am südlichsten Zipfel des Oberbergischen Kreises. Die Städte Gummersbach (38 km), Siegen (50 km) sowie Köln (75 km) sind in wenigen Autominuten zu erreichen.
Benachbarte Eugenienthaler Ortsteile sind Katzenbach im Südwesten, Appenhagen im Westen, Rhein im Norden, Siedenberg im Osten und Volperhausen im Süden.

## Geschichte
1865 wurde der Ort das erste Mal urkundlich erwähnt. Die Schreibweise der Erstnennung war Eigenienthal.